# 橋本優花里
橋本 優花里（はしもと ゆかり、1972年 - ）は、日本の心理学者。

## 経歴
広島県生まれ。広島大学大学院教育学研究科博士課程を修了。博士（心理学）を取得後、広島大学大学院教育学研究科助手を経て、2007年より福山大学人間文化学部心理学科で教鞭をとる。2016年、長崎県立大学地域創造学部公共政策学科教授、2021年より長崎県立大学副学長に就任。

## 専門
専門は神経心理学、認知心理学。「心理学を現場に生かす」ことを目標に、福山大学で教鞭をとるほか、現在3つの病院にて、高次脳機能障害の評価と認知リハビリテーションおよびカウンセリングを行っている。

## 担当授業
- 学部　認知心理学、心と身体と脳、心理学課題実習、心理統計法、認知心理学専門ゼミ
- 大学院　臨床心理学総論、臨床神経心理学特論、基礎心理学演習、臨床心理査定開発演習、心理臨床学特別演習

## 著書・訳書
- 現代心理学選書第6巻　視覚の認知神経心理学（共訳）朝倉書店　2003年
- 朝倉心理学講座　脳神経心理学（共著）朝倉書店　2006年
- わかって楽しい心理統計法入門（共著）北大路書房　2007年
- ジェンダーの心理学ハンドブック（共著）ナカニシヤ出版　2008年